# Buffy – Im Bann der Dämonen/Episodenliste
Diese Episodenliste enthält alle Episoden der US-amerikanischen Fernsehserie Buffy – Im Bann der Dämonen, sortiert nach der sich aus dem Handlungsbogen ergebenden Reihenfolge, die bis auf eine Ausnahme der US-amerikanischen Erstausstrahlung entspricht. Zwischen 1997 und 2003 entstanden in sieben Staffeln 144 Episoden mit einer Länge von jeweils etwa 42 Minuten.

## Übersicht
| Staffel | Episodenanzahl | Erstausstrahlung USA | Erstausstrahlung USA | Deutschsprachige Erstausstrahlung | Deutschsprachige Erstausstrahlung |
| Staffel | Episodenanzahl | Staffelpremiere      | Staffelfinale        | Staffelpremiere                   | Staffelfinale                     |
| ------- | -------------- | -------------------- | -------------------- | --------------------------------- | --------------------------------- |
| 1       | 12             | 10. März 1997        | 2. Juni 1997         | 9. Oktober 1998                   | 12. Dezember 1998                 |
| 2       | 22             | 15. September 1997   | 19. Mai 1998         | 19. Dezember 1998                 | 29. Mai 1999                      |
| 3       | 22             | 29. September 1998   | 13. Juni 1999        | 28. August 1999                   | 29. Januar 2000                   |
| 4       | 22             | 5. Oktober 1999      | 23. Mai 2000         | 3. Januar 2001                    | 30. Mai 2001                      |
| 5       | 22             | 26. September 2000   | 22. Mai 2001         | 31. Oktober 2001                  | 10. April 2002                    |
| 6       | 22             | 2. Oktober 2001      | 21. Mai 2002         | 18. September 2002                | 26. Februar 2003                  |
| 7       | 22             | 24. September 2002   | 20. Mai 2003         | 23. April 2003                    | 27. August 2003                   |

## Staffel 1
| Nr. (ges.) | Nr. (St.) | Deutscher Titel               | Originaltitel                      | Erstausstrahlung USA | Deutschsprachige Erstausstrahlung (D) | Regie                | Drehbuch                                          |
| ---------- | --------- | ----------------------------- | ---------------------------------- | -------------------- | ------------------------------------- | -------------------- | ------------------------------------------------- |
| 1          | 1         | Das Zentrum des Bösen         | Welcome to the Hellmouth           | 10. März 1997        | 9. Okt. 1998                          | Charles Martin Smith | Joss Whedon                                       |
| 2          | 2         | Die Zeit der Ernte            | The Harvest                        | 10. März 1997        | 9. Okt. 1998                          | John T. Kretchmer    | Joss Whedon                                       |
| 3          | 3         | Verhext                       | Witch                              | 17. März 1997        | 10. Okt. 1998                         | Stephen Cragg        | Dana Reston                                       |
| 4          | 4         | Die Gottesanbeterin           | Teacher’s Pet                      | 24. März 1997        | 17. Okt. 1998                         | Bruce Seth Green     | David Greenwalt                                   |
| 5          | 5         | Ohne Buffy lebt sich’s länger | Never Kill a Boy on the First Date | 31. März 1997        | 24. Okt. 1998                         | David Semel          | Rob Des Hotel & Dean Batali                       |
| 6          | 6         | Das Lied der Hyänen           | The Pack                           | 7. Apr. 1997         | 7. Nov. 1998                          | Bruce Seth Green     | Matt Kiene & Joe Reinkemeyer                      |
| 7          | 7         | Angel - Blutige Küsse         | Angel                              | 14. Apr. 1997        | 14. Nov. 1998                         | Scott Brazil         | David Greenwalt                                   |
| 8          | 8         | Computerdämon                 | I Robot, You Jane                  | 28. Apr. 1997        | 21. Nov. 1998                         | Stephen Posey        | Ashley Gable & Thomas A. Swyden                   |
| 9          | 9         | Buffy lässt die Puppen tanzen | The Puppet Show                    | 5. Mai 1997          | 28. Nov. 1998                         | Ellen S. Pressman    | Rob Des Hotel & Dean Batali                       |
| 10         | 10        | Die Macht der Träume          | Nightmares                         | 12. Mai 1997         | 31. Okt. 1998                         | Bruce Seth Green     | David Greenwalt Idee: Joss Whedon                 |
| 11         | 11        | Aus den Augen, aus dem Sinn   | Out of Mind, Out of Sight          | 19. Mai 1997         | 5. Dez. 1998                          | Reza Badiyi          | Ashley Gable & Thomas A. Swyden Idee: Joss Whedon |
| 12         | 12        | Das Ende der Welt             | Prophecy Girl                      | 2. Juni 1997         | 12. Dez. 1998                         | Joss Whedon          | Joss Whedon                                       |

## Staffel 2
| Nr. (ges.) | Nr. (St.) | Deutscher Titel                | Originaltitel                      | Erstausstrahlung USA | Deutschsprachige Erstausstrahlung (D) | Regie               | Drehbuch                                            |
| ---------- | --------- | ------------------------------ | ---------------------------------- | -------------------- | ------------------------------------- | ------------------- | --------------------------------------------------- |
| 13         | 1         | Im Banne des Bösen             | When She Was Bad                   | 15. Sep. 1997        | 19. Dez. 1998                         | Joss Whedon         | Joss Whedon                                         |
| 14         | 2         | Operation Cordelia             | Some Assembly Required             | 22. Sep. 1997        | 2. Jan. 1999                          | Bruce Seth Green    | Ty King                                             |
| 15         | 3         | Elternabend mit Hindernissen   | School Hard                        | 29. Sep. 1997        | 9. Jan. 1999                          | John T. Kretchmer   | David Greenwalt Idee: Joss Whedon & David Greenwalt |
| 16         | 4         | Das Geheimnis der Mumie        | Inca Mummy Girl                    | 6. Okt. 1997         | 16. Jan. 1999                         | Ellen S. Pressman   | Matt Kiene & Joe Reinkemeyer                        |
| 17         | 5         | Der Geheimbund                 | Reptile Boy                        | 13. Okt. 1997        | 23. Jan. 1999                         | David Greenwalt     | David Greenwalt                                     |
| 18         | 6         | Die Nacht der Verwandlung      | Halloween                          | 27. Okt. 1997        | 30. Jan. 1999                         | Bruce Seth Green    | Carl Ellsworth                                      |
| 19         | 7         | Todessehnsucht                 | Lie to Me                          | 3. Nov. 1997         | 6. Feb. 1999                          | Joss Whedon         | Joss Whedon                                         |
| 20         | 8         | Das Mal des Eyghon             | The Dark Age                       | 10. Nov. 1997        | 13. Feb. 1999                         | Bruce Seth Green    | Dean Batali & Rob Des Hotel                         |
| 21         | 9         | Die Rivalin                    | What’s My Line? (1)                | 17. Nov. 1997        | 20. Feb. 1999                         | David Solomon       | Howard Gordon & Marti Noxon                         |
| 22         | 10        | Das Ritual                     | What’s My Line? (2)                | 24. Nov. 1997        | 27. Feb. 1999                         | David Semel         | Marti Noxon                                         |
| 23         | 11        | Ted                            | Ted                                | 8. Dez. 1997         | 6. März 1999                          | Bruce Seth Green    | David Greenwalt & Joss Whedon                       |
| 24         | 12        | Faule Eier                     | Bad Eggs                           | 12. Jan. 1998        | 13. März 1999                         | David Greenwalt     | Marti Noxon                                         |
| 25         | 13        | Der Fluch der Zigeuner         | Surprise                           | 19. Jan. 1998        | 20. März 1999                         | Michael Lange       | Marti Noxon                                         |
| 26         | 14        | Der gefallene Engel            | Innocence                          | 20. Jan. 1998        | 27. März 1999                         | Joss Whedon         | Joss Whedon                                         |
| 27         | 15        | Der Werwolfjäger               | Phases                             | 27. Jan. 1998        | 3. Apr. 1999                          | Bruce Seth Green    | Rob Des Hotel & Dean Batali                         |
| 28         | 16        | Der Liebeszauber               | Bewitched, Bothered And Bewildered | 10. Feb. 1998        | 10. Apr. 1999                         | James A. Contner    | Marti Noxon                                         |
| 29         | 17        | Das Jenseits lässt grüßen      | Passion                            | 24. Feb. 1998        | 17. Apr. 1999                         | Michael Gershman    | Ty King                                             |
| 30         | 18        | Der unsichtbare Tod            | Killed by Death                    | 3. März 1998         | 24. Apr. 1999                         | Deran Sarafian      | Rob Des Hotel & Dean Batali                         |
| 31         | 19        | Ein Dämon namens Liebe         | I Only Have Eyes for You           | 28. Apr. 1998        | 8. Mai 1999                           | James Whitmore, Jr. | Marti Noxon                                         |
| 32         | 20        | Das Geheimnis der Fischmonster | Go Fish                            | 5. Mai 1998          | 15. Mai 1999                          | David Semel         | David Fury & Elin Hampton                           |
| 33         | 21        | Wendepunkte                    | Becoming (1)                       | 12. Mai 1998         | 22. Mai 1999                          | Joss Whedon         | Joss Whedon                                         |
| 34         | 22        | Spiel mit dem Feuer            | Becoming (2)                       | 19. Mai 1998         | 29. Mai 1999                          | Joss Whedon         | Joss Whedon                                         |

## Staffel 3
| Nr. (ges.) | Nr. (St.) | Deutscher Titel                  | Originaltitel         | Erstausstrahlung USA | Deutschsprachige Erstausstrahlung (D) | Regie               | Drehbuch                                            |
| ---------- | --------- | -------------------------------- | --------------------- | -------------------- | ------------------------------------- | ------------------- | --------------------------------------------------- |
| 35         | 1         | Gefangen in der Unterwelt        | Anne                  | 29. Sep. 1998        | 28. Aug. 1999                         | Joss Whedon         | Joss Whedon                                         |
| 36         | 2         | Die Nacht der lebenden Toten     | Dead Man’s Party      | 6. Okt. 1998         | 4. Sep. 1999                          | James Whitmore, Jr. | Marti Noxon                                         |
| 37         | 3         | Neue Freunde, neue Feinde        | Faith, Hope and Trick | 13. Okt. 1998        | 11. Sep. 1999                         | James A. Contner    | David Greenwalt                                     |
| 38         | 4         | Dr. Jekyll und Mr. Hyde          | Beauty and the Beasts | 20. Okt. 1998        | 18. Sep. 1999                         | James Whitmore, Jr. | Marti Noxon                                         |
| 39         | 5         | Die Qual der Wahl                | Homecoming            | 3. Nov. 1998         | 25. Sep. 1999                         | David Greenwalt     | David Greenwalt                                     |
| 40         | 6         | Außer Rand und Band              | Band Candy            | 10. Nov. 1998        | 2. Okt. 1999                          | Michael Lange       | Jane Espenson                                       |
| 41         | 7         | Der Handschuh von Myhnegon       | Revelations           | 17. Nov. 1998        | 9. Okt. 1999                          | James A. Contner    | Douglas Petrie                                      |
| 42         | 8         | Liebe und andere Schwierigkeiten | Lovers Walk           | 24. Nov. 1998        | 16. Okt. 1999                         | David Semel         | Dan Vebber                                          |
| 43         | 9         | Was wäre wenn…                   | The Wish              | 8. Dez. 1998         | 30. Okt. 1999                         | David Greenwalt     | Marti Noxon                                         |
| 44         | 10        | Heimsuchungen                    | Amends                | 15. Dez. 1998        | 6. Nov. 1999                          | Joss Whedon         | Joss Whedon                                         |
| 45         | 11        | Hänsel und Gretel                | Gingerbread           | 12. Jan. 1999        | 23. Okt. 1999                         | James Whitmore, Jr. | Jane Espenson Idee: Thania St. John & Jane Espenson |
| 46         | 12        | Die Reifeprüfung                 | Helpless              | 19. Jan. 1999        | 25. Okt. 1999                         | James A. Contner    | David Fury                                          |
| 47         | 13        | Die Nacht der lebenden Leichen   | The Zeppo             | 26. Jan. 1999        | 13. Nov. 1999                         | James Whitmore, Jr. | Dan Vebber                                          |
| 48         | 14        | Der neue Wächter                 | Bad Girls             | 9. Feb. 1999         | 20. Nov. 1999                         | Michael Lange       | Douglas Petrie                                      |
| 49         | 15        | Konsequenzen                     | Consequences          | 16. Feb. 1999        | 27. Nov. 1999                         | Michael Gershman    | Marti Noxon                                         |
| 50         | 16        | Doppelgängerland                 | Doppelgangland        | 23. Feb. 1999        | 4. Dez. 1999                          | Joss Whedon         | Joss Whedon                                         |
| 51         | 17        | Gefährliche Spiele               | Enemies               | 16. März 1999        | 11. Dez. 1999                         | David Grossman      | Douglas Petrie                                      |
| 56         | 18        | Fremde Gedanken                  | Earshot               | 21. Sep. 1999        | 18. Dez. 1999                         | Joss Whedon         | Joss Whedon                                         |
| 52         | 19        | Die Box von Gavrock              | Choices               | 4. Mai 1999          | 8. Jan. 2000                          | Regis Kimble        | Jane Espenson                                       |
| 53         | 20        | Der Höllenhund                   | The Prom              | 11. Mai 1999         | 15. Jan. 2000                         | James A. Contner    | David Fury                                          |
| 54         | 21        | Das Blut der Jägerin             | Graduation Day (1)    | 18. Mai 1999         | 22. Jan. 2000                         | David Solomon       | Marti Noxon                                         |
| 55         | 22        | Tag der Vergeltung               | Graduation Day (2)    | 13. Juni 1999        | 29. Jan. 2000                         | Joss Whedon         | Joss Whedon                                         |

## Staffel 4
| Nr. (ges.) | Nr. (St.) | Deutscher Titel                | Originaltitel             | Erstausstrahlung USA | Deutschsprachige Erstausstrahlung (D) | Regie            | Drehbuch                                |
| ---------- | --------- | ------------------------------ | ------------------------- | -------------------- | ------------------------------------- | ---------------- | --------------------------------------- |
| 57         | 1         | Frischlinge                    | The Freshman              | 5. Okt. 1999         | 3. Jan. 2001                          | Joss Whedon      | Joss Whedon                             |
| 58         | 2         | Keine Menschenseele            | Living Conditions         | 12. Okt. 1999        | 10. Jan. 2001                         | David Grossman   | Marti Noxon                             |
| 59         | 3         | Der Stein von Amara            | The Harsh Light of Day    | 19. Okt. 1999        | 17. Jan. 2001                         | James A. Contner | Jane Espenson                           |
| 60         | 4         | Dämon der Angst                | Fear, Itself              | 26. Okt. 1999        | 24. Jan. 2001                         | Tucker Gates     | David Fury                              |
| 61         | 5         | Das Bier der bösen Denkungsart | Beer Bad                  | 2. Nov. 1999         | 31. Jan. 2001                         | David Solomon    | Tracey Forbes                           |
| 62         | 6         | Wilde Herzen                   | Wild at Heart             | 9. Nov. 1999         | 7. Feb. 2001                          | David Grossman   | Marti Noxon                             |
| 63         | 7         | Die Initiative                 | The Initiative            | 16. Nov. 1999        | 14. Feb. 2001                         | James A. Contner | Douglas Petrie                          |
| 64         | 8         | Der Geist der Qumash           | Pangs                     | 23. Nov. 1999        | 21. Feb. 2001                         | Michael Lange    | Jane Espenson                           |
| 65         | 9         | Mein Wille geschehe            | Something Blue            | 30. Nov. 1999        | 28. Feb. 2001                         | Nick Marck       | Tracey Forbes                           |
| 66         | 10        | Das große Schweigen            | Hush                      | 14. Dez. 1999        | 7. März 2001                          | Joss Whedon      | Joss Whedon                             |
| 67         | 11        | Das Opfer der Drei             | Doomed                    | 18. Jan. 2000        | 14. März 2001                         | James A. Contner | Marti Noxon, David Fury & Jane Espenson |
| 68         | 12        | Metamorphosen                  | A New Man                 | 25. Jan. 2000        | 21. März 2001                         | Michael Gershman | Jane Espenson                           |
| 69         | 13        | Schein und Sein                | The I in Team             | 8. Feb. 2000         | 28. März 2001                         | James A. Contner | David Fury                              |
| 70         | 14        | Die Kampfmaschine              | Goodbye Iowa              | 15. Feb. 2000        | 4. Apr. 2001                          | David Solomon    | Marti Noxon                             |
| 71         | 15        | Böses Erwachen                 | This Year’s Girl          | 22. Feb. 2000        | 11. Apr. 2001                         | Michael Gershman | Douglas Petrie                          |
| 72         | 16        | Im Körper des Feindes          | Who Are You?              | 29. Feb. 2000        | 18. Apr. 2001                         | Joss Whedon      | Joss Whedon                             |
| 73         | 17        | Jonathan                       | Superstar                 | 4. Apr. 2000         | 25. Apr. 2001                         | David Grossman   | Jane Espenson                           |
| 74         | 18        | Die Unersättlichen             | Where the Wild Things Are | 25. Apr. 2000        | 2. Mai 2001                           | David Solomon    | Tracey Forbes                           |
| 75         | 19        | Abschiede                      | New Moon Rising           | 2. Mai 2000          | 9. Mai 2001                           | James A. Contner | Marti Noxon                             |
| 76         | 20        | Der Yoko-Faktor                | The Yoko Factor           | 9. Mai 2000          | 16. Mai 2001                          | David Grossman   | Douglas Petrie                          |
| 77         | 21        | Das letzte Gefecht             | Primeval                  | 16. Mai 2000         | 23. Mai 2001                          | James A. Contner | David Fury                              |
| 78         | 22        | Jedem seinen Alptraum          | Restless                  | 23. Mai 2000         | 30. Mai 2001                          | Joss Whedon      | Joss Whedon                             |

## Staffel 5
| Nr. (ges.) | Nr. (St.) | Deutscher Titel             | Originaltitel           | Erstausstrahlung USA | Deutschsprachige Erstausstrahlung (D) | Regie              | Drehbuch                       |
| ---------- | --------- | --------------------------- | ----------------------- | -------------------- | ------------------------------------- | ------------------ | ------------------------------ |
| 79         | 1         | Buffy vs. Dracula           | Buffy vs. Dracula       | 26. Sep. 2000        | 31. Okt. 2001                         | David Solomon      | Marti Noxon                    |
| 80         | 2         | Lieb Schwesterlein mein     | Real Me                 | 3. Okt. 2000         | 7. Nov. 2001                          | David Grossman     | David Fury                     |
| 81         | 3         | Der doppelte Xander         | The Replacement         | 10. Okt. 2000        | 14. Nov. 2001                         | James A. Contner   | Jane Espenson                  |
| 82         | 4         | Die Initiative lässt grüßen | Out of My Mind          | 17. Okt. 2000        | 21. Nov. 2001                         | David Grossman     | Rebecca Rand Kirshner          |
| 83         | 5         | Sein und Schein             | No Place Like Home      | 24. Okt. 2000        | 28. Nov. 2001                         | David Solomon      | Douglas Petrie                 |
| 84         | 6         | Familienbande               | Family                  | 7. Nov. 2000         | 5. Dez. 2001                          | Joss Whedon        | Joss Whedon                    |
| 85         | 7         | Eine Lektion fürs Leben     | Fool For Love           | 14. Nov. 2000        | 12. Dez. 2001                         | Nick Marck         | Douglas Petrie                 |
| 86         | 8         | Schatten                    | Shadow                  | 21. Nov. 2000        | 19. Dez. 2001                         | Dan Attias         | David Fury                     |
| 87         | 9         | Alles Böse kommt von oben   | Listening to Fear       | 28. Nov. 2000        | 9. Jan. 2002                          | David Solomon      | Rebecca Rand Kirshner          |
| 88         | 10        | Das Ultimatum               | Into the Woods          | 19. Dez. 2000        | 16. Jan. 2002                         | Marti Noxon        | Marti Noxon                    |
| 89         | 11        | Der Hammer der Zerstörung   | Triangle                | 9. Jan. 2001         | 23. Jan. 2002                         | Christopher Hibler | Jane Espenson                  |
| 90         | 12        | Der Rat der Wächter         | Checkpoint              | 23. Jan. 2001        | 30. Jan. 2002                         | Nick Marck         | Douglas Petrie & Jane Espenson |
| 91         | 13        | Blutsbande                  | Blood Ties              | 6. Feb. 2001         | 6. Feb. 2002                          | Michael Gershman   | Steven S. DeKnight             |
| 92         | 14        | Die liebe Liebe             | Crush                   | 13. Feb. 2001        | 13. Feb. 2002                         | Dan Attias         | David Fury                     |
| 93         | 15        | Auf Liebe programmiert      | I Was Made to Love You  | 20. Feb. 2001        | 20. Feb. 2002                         | James A. Contner   | Jane Espenson                  |
| 94         | 16        | Tod einer Mutter            | The Body                | 27. Feb. 2001        | 27. Feb. 2002                         | Joss Whedon        | Joss Whedon                    |
| 95         | 17        | Gefährlicher Zauber         | Forever                 | 17. Apr. 2001        | 6. März 2002                          | Marti Noxon        | Marti Noxon                    |
| 96         | 18        | Der Zorn der Göttin         | Intervention            | 24. Apr. 2001        | 13. März 2002                         | Michael Gershman   | Jane Espenson                  |
| 97         | 19        | Götterdämmerung             | Tough Love              | 1. Mai 2001          | 20. März 2002                         | David Grossman     | Rebecca Rand Kirshner          |
| 98         | 20        | Auf der Flucht              | Spiral                  | 8. Mai 2001          | 27. März 2002                         | James A. Contner   | Steven S. DeKnight             |
| 99         | 21        | Die Last der Welt           | The Weight of the World | 15. Mai 2001         | 3. Apr. 2002                          | David Solomon      | Douglas Petrie                 |
| 100        | 22        | Der Preis der Freiheit      | The Gift                | 22. Mai 2001         | 10. Apr. 2002                         | Joss Whedon        | Joss Whedon                    |

## Staffel 6
| Nr. (ges.) | Nr. (St.) | Deutscher Titel                          | Originaltitel           | Erstausstrahlung USA | Deutschsprachige Erstausstrahlung (D) | Regie            | Drehbuch                       |
| ---------- | --------- | ---------------------------------------- | ----------------------- | -------------------- | ------------------------------------- | ---------------- | ------------------------------ |
| 101        | 1         | Die Auferstehung - Teil 1                | Bargaining (1)          | 2. Okt. 2001         | 18. Sep. 2002                         | David Grossman   | Marti Noxon                    |
| 102        | 2         | Die Auferstehung - Teil 2                | Bargaining (2)          | 2. Okt. 2001         | 18. Sep. 2002                         | David Grossman   | David Fury                     |
| 103        | 3         | Gruß aus der Hölle                       | After Life              | 9. Okt. 2001         | 25. Sep. 2002                         | David Solomon    | Jane Espenson                  |
| 104        | 4         | Geld und andere Sorgen                   | Flooded                 | 16. Okt. 2001        | 2. Okt. 2002                          | Douglas Petrie   | Jane Espenson & Douglas Petrie |
| 105        | 5         | Die Zeitschleife                         | Life Serial             | 23. Okt. 2001        | 9. Okt. 2002                          | Nick Marck       | David Fury & Jane Espenson     |
| 106        | 6         | Halloween - Die Nacht der Überraschungen | All the Way             | 30. Okt. 2001        | 16. Okt. 2002                         | David Solomon    | Steven S. DeKnight             |
| 107        | 7         | Noch einmal mit Gefühl                   | Once More, with Feeling | 6. Nov. 2001         | 23. Okt. 2002                         | Joss Whedon      | Joss Whedon                    |
| 108        | 8         | Tabula Rasa                              | Tabula Rasa             | 13. Nov. 2001        | 30. Okt. 2002                         | David Grossman   | Rebecca Rand Kirshner          |
| 109        | 9         | Alte Feinde, neue Freunde?               | Smashed                 | 20. Nov. 2001        | 6. Nov. 2002                          | Turi Meyer       | Drew Z. Greenberg              |
| 110        | 10        | Der Fluch der Zauberei                   | Wrecked                 | 27. Nov. 2001        | 13. Nov. 2002                         | David Solomon    | Marti Noxon                    |
| 111        | 11        | Verschwunden                             | Gone                    | 8. Jan. 2002         | 20. Nov. 2002                         | David Fury       | David Fury                     |
| 112        | 12        | Geheimnisvolle Zutaten                   | Doublemeat Palace       | 29. Jan. 2002        | 27. Nov. 2002                         | Nick Marck       | Jane Espenson                  |
| 113        | 13        | Manipulationen                           | Dead Things             | 5. Feb. 2002         | 4. Dez. 2002                          | James A. Contner | Steven S. DeKnight             |
| 114        | 14        | Ein verfluchter Geburtstag               | Older and Far Away      | 12. Feb. 2002        | 11. Dez. 2002                         | Michael Gershman | Drew Z. Greenberg              |
| 115        | 15        | Überraschender Besuch                    | As You Were             | 26. Feb. 2002        | 18. Dez. 2002                         | Douglas Petrie   | Douglas Petrie                 |
| 116        | 16        | Höllische Hochzeit                       | Hell’s Bells            | 5. März 2002         | 15. Jan. 2003                         | David Solomon    | Rebecca Rand Kirshner          |
| 117        | 17        | Zwei Welten                              | Normal Again            | 12. März 2002        | 22. Jan. 2003                         | Rick Rosenthal   | Diego Gutierrez                |
| 118        | 18        | Im Chaos der Gefühle                     | Entropy                 | 30. Apr. 2002        | 29. Jan. 2003                         | James A. Contner | Drew Z. Greenberg              |
| 119        | 19        | Warrens Rache                            | Seeing Red              | 7. Mai 2002          | 5. Feb. 2003                          | Michael Gershman | Steven S. DeKnight             |
| 120        | 20        | Wut                                      | Villains                | 14. Mai 2002         | 12. Feb. 2003                         | David Solomon    | Marti Noxon                    |
| 121        | 21        | Da waren’s nur noch zwei                 | Two to Go               | 21. Mai 2002         | 19. Feb. 2003                         | Bill L. Norton   | Douglas Petrie                 |
| 122        | 22        | Der Retter                               | Grave                   | 21. Mai 2002         | 26. Feb. 2003                         | James A. Contner | David Fury                     |

## Staffel 7
| Nr. (ges.) | Nr. (St.) | Deutscher Titel           | Originaltitel                  | Erstausstrahlung USA | Deutschsprachige Erstausstrahlung (D) | Regie            | Drehbuch                       |
| ---------- | --------- | ------------------------- | ------------------------------ | -------------------- | ------------------------------------- | ---------------- | ------------------------------ |
| 123        | 1         | Alles auf Anfang          | Lessons                        | 24. Sep. 2002        | 23. Apr. 2003                         | David Solomon    | Joss Whedon                    |
| 124        | 2         | Das Monster aus der Tiefe | Beneath You                    | 1. Okt. 2002         | 30. Apr. 2003                         | Nick Marck       | Douglas Petrie                 |
| 125        | 3         | Willows Welt              | Same Time, Same Place          | 8. Okt. 2002         | 7. Mai 2003                           | James A. Contner | Jane Espenson                  |
| 126        | 4         | Hilflos                   | Help                           | 15. Okt. 2002        | 14. Mai 2003                          | Rick Rosenthal   | Rebecca Rand Kirshner          |
| 127        | 5         | Wandlungen                | Selfless                       | 22. Okt. 2002        | 21. Mai 2003                          | David Solomon    | Drew Goddard                   |
| 128        | 6         | Liebesbeweise             | Him                            | 5. Nov. 2002         | 28. Mai 2003                          | Michael Gershman | Drew Z. Greenberg              |
| 129        | 7         | Gespräche mit Toten       | Conversations with Dead People | 12. Nov. 2002        | 4. Juni 2003                          | Nick Marck       | Jane Espenson & Drew Goddard   |
| 130        | 8         | Unschuldig Schuldig       | Sleeper                        | 19. Nov. 2002        | 11. Juni 2003                         | Alan J. Levi     | David Fury & Jane Espenson     |
| 131        | 9         | Boten des Bösen           | Never Leave Me                 | 26. Nov. 2002        | 18. Juni 2003                         | David Solomon    | Drew Goddard                   |
| 132        | 10        | Wenn die Nacht beginnt    | Bring on the Night             | 17. Dez. 2002        | 25. Juni 2003                         | David Grossman   | Marti Noxon                    |
| 133        | 11        | Showtime                  | Showtime                       | 7. Jan. 2003         | 2. Juli 2003                          | Michael Grossman | David Fury                     |
| 134        | 12        | Die Anwärterin            | Potential                      | 21. Jan. 2003        | 9. Juli 2003                          | James A. Contner | Rebecca Rand Kirshner          |
| 135        | 13        | Der Mörder in mir         | The Killer in Me               | 4. Feb. 2003         | 16. Juli 2003                         | David Solomon    | Drew Z. Greenberg              |
| 136        | 14        | Das Erste Date            | First Date                     | 11. Feb. 2003        | 23. Juli 2003                         | David Grossman   | Jane Espenson                  |
| 137        | 15        | Das Angebot               | Get It Done                    | 18. Feb. 2003        | 30. Juli 2003                         | Douglas Petrie   | Douglas Petrie                 |
| 138        | 16        | Der Geschichtenerzähler   | Storyteller                    | 25. Feb. 2003        | 6. Aug. 2003                          | Marita Grabiak   | Jane Espenson                  |
| 139        | 17        | Mütter und Söhne          | Lies My Parents Told Me        | 25. März 2003        | 13. Aug. 2003                         | David Fury       | David Fury & Drew Goddard      |
| 140        | 18        | Caleb                     | Dirty Girls                    | 15. Apr. 2003        | 13. Aug. 2003                         | Michael Gershman | Drew Goddard                   |
| 141        | 19        | … und raus bist Du        | Empty Places                   | 29. Apr. 2003        | 20. Aug. 2003                         | James A. Contner | Drew Z. Greenberg              |
| 142        | 20        | Die Quelle der Macht      | Touched                        | 6. Mai 2003          | 20. Aug. 2003                         | David Solomon    | Rebecca Rand Kirshner          |
| 143        | 21        | Das Ende der Zeit, Teil 1 | End of Days                    | 13. Mai 2003         | 27. Aug. 2003                         | Marita Grabiak   | Douglas Petrie & Jane Espenson |
| 144        | 22        | Das Ende der Zeit, Teil 2 | Chosen                         | 20. Mai 2003         | 27. Aug. 2003                         | Joss Whedon      | Joss Whedon                    |